# Phellinocis
Phellinocis is een geslacht van kevers in de familie houtzwamkevers (Ciidae).

## Soorten
- P. erwini Lopes-Andrade & Lawrence, 2005
- P. romualdoi Lopes-Andrade & Lawrence, 2005
- P. thayeri Lopes-Andrade & Lawrence, 2005